# Роббинс (остров, Тасмания)
Роббинс (англ. Robbins Island) — остров у западной части северного побережья острова Тасмания (Австралия), входит в состав штата Тасмания. Площадь острова — 99 км².

## География

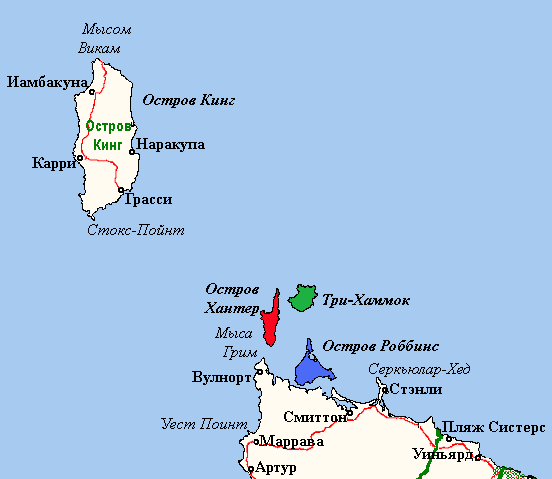
Острова на северо-западе Тасмании (острова Роббинс и Уокер выделены синим цветом)

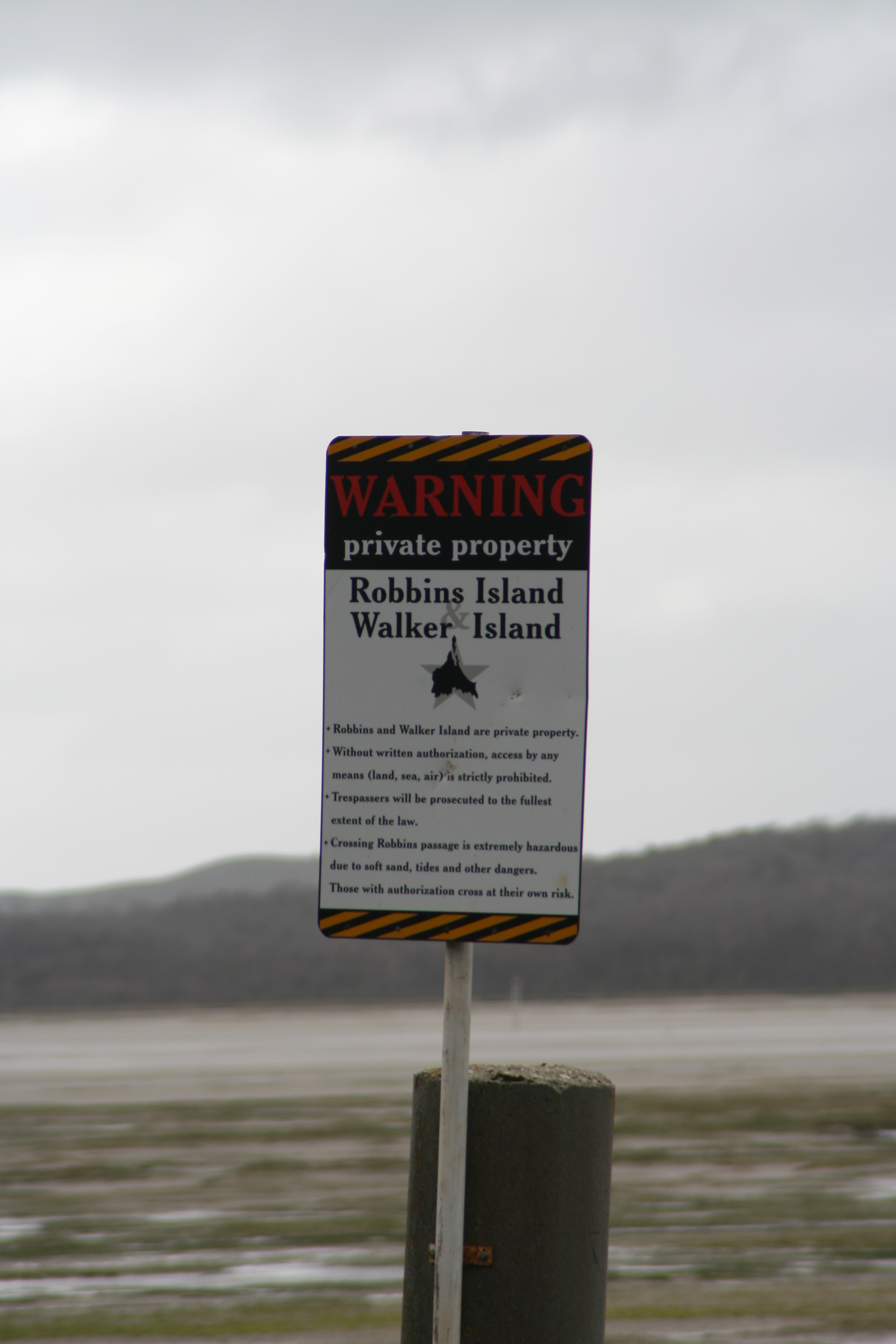
Знак у пролива Роббинс предупреждает, что острова Роббинс и Уокер являются частной собственностью

Остров Роббинс находится у северо-западного побережья Тасмании. Он отделён от острова Тасмания, который находится на юге, узким и мелким проливом Роббинс (Robbins Passage) шириной от 1 до 2 км. С севера к острову Роббинс примыкает существенно меньший остров Уокер (Walker Island), отделённый от него узкой протокой.
К западу от острова Роббинс находится залив Буланже (Boullanger Bay), ограниченный с запада островом Хантер (Hunter Island) и мысом Грим (Cape Grim) — северо-западной «вершиной» острова Тасмания. С восточной стороны от острова Роббинс находится залив Перкинс (Perkins Bay), который простирается до мыса Норт-Пойнт (North Point), на котором расположен город Стэнли.
Иногда остров Роббинс причисляют к так называемой «группе островов Хантер» (Hunter Island Group), к которой, помимо острова Хантер, также относят Три-Хаммок и другие, более мелкие острова.

## История
В давние времена в этих местах жили тасманийские аборигены, которые в первой половине XIX века были вытеснены европейцами.
Остров Роббинс получил своё название в честь Чарльза Роббинса (Charles Robbins), который в конце 1802 года был послан в эти края губернатором Нового Южного Уэльса Филипом Гидли Кингом (Philip Gidley King), чтобы предотвратить создание французских поселений.
На английской карте 1826 года был указан пролив Роббинс (Robbins Passage), но сам остров Роббинс был обозначен как Low Sandy I. («низкий песчаный остров»), и на нём была надпись «много пресноводных болот» (англ. many fresh water swamps).
С первой половины XIX века остров Роббинс использовался для разведения крупного рогатого скота и овец. С 1961 года островом владеет семья Хэммонд (Hammond). Они в основном занимаются производством говядины высокого качества, разводя быков и коров японской породы Вагю (Wagyu).